# Nova Viçosa
Nova Viçosa is een gemeente in de Braziliaanse deelstaat Bahia. De gemeente telt 36.407 inwoners (schatting 2009).
De plaats ligt aan de Atlantische Oceaan.

## Aangrenzende gemeenten
De gemeente grenst aan Caravelas, Ibirapuã en Mucuri.

## Verkeer en vervoer
De plaats ligt aan de wegen BA-001 en BA-418.